# Grumman American AA-5
Die Grumman American AA-5 ist ein Leichtflugzeug des amerikanischen Herstellers Grumman American.

## Geschichte
Die American Aviation Corp. entwickelte 1970 ihren Zweisitzer AA-1 zur viersitzigen AA-5 bzw. Traveler als Luxusversion weiter. Dazu wurde der Rumpf um 0,84 m verlängert und auch die Spannweite um 2,13 m vergrößert. Als Antrieb kam ein 115 kW starker Lycoming O-320-E2G zum Einsatz, der einen Zweiblattpropeller antrieb. Der Erstflug fand am 21. August 1970 und die erste Auslieferung im Dezember 1971 statt. Nach der Übernahme von American Aircraft durch Grumman und der Gründung von Grumman American entstand 1974 die weiter verbesserte AA-5B und deren Luxusausführung Tiger.  Die Luxusversion der AA-5A wurde 1976 von Traveler in Cheetah umbenannt und von Gulfstream American bis 1979 gebaut. 
Die AA-5A und AA-5B besaßen gegenüber der AA-1 auch größere Leitwerksflächen und hintere Fenster, mehr Kraftstoffvorrat und die Tiger ein stärkeres Lycoming-O-360-Triebwerk. 1990 übernahm American General Aircraft die Rechte an dem Flugzeug und produzierte bis 1994 die nochmals verbesserte AG-5B Tiger. Zwischen 2002 und 2006 baute dann die Firma Tiger Aircraft noch weitere AG-5B. Insgesamt wurden 831 AA-5, 900 AA-5A, 1323 AA-5B und mehr als 170 AG-5B gebaut.

## Konstruktion
Die AA-5 ist ein leichtes, viersitziges Ganzmetallflugzeug in Tiefdeckerbauweise. 

## Technische Daten
| Kenngröße             | AA-5 (Traveler)                                                   | AG-5B                                                              |
| --------------------- | ----------------------------------------------------------------- | ------------------------------------------------------------------ |
| Besatzung             | 1                                                                 | 1                                                                  |
| Passagiere            | 3                                                                 | 3                                                                  |
| Länge                 | 6,71 m                                                            | 6,71 m                                                             |
| Spannweite            | 9,60 m                                                            | 9,60 m                                                             |
| Höhe                  | 2,40 m                                                            | 2,40 m                                                             |
| Flügelfläche          | 13,0 m²                                                           | 13,0 m²                                                            |
| Leermasse             | 545 kg                                                            | 595 kg                                                             |
| max. Startmasse       | 998 kg                                                            | 1088 kg                                                            |
| Reisegeschwindigkeit  | 207 km/h                                                          | 235 km/h                                                           |
| Höchstgeschwindigkeit | 240 km/h                                                          | 265 km/h                                                           |
| Dienstgipfelhöhe      | 4200 m                                                            | 4200 m                                                             |
| Reichweite            | 820 km                                                            | 1020 km                                                            |
| Triebwerke            | AA-5/AA-5A: 4-Zylinder-Boxermotor (Lycoming O-320-E2G mit 115 kW) | AA-5B/AG-5B: 4-Zylinder-Boxermotor (Lycoming O-360-A4K mit 134 kW) |

Die vollständige Spezifikation der Grumman Flotte findet sich auf grumman.net.